# Округ Игл (Колорадо)
Игл (енгл. Eagle County) је округ у америчкој савезној држави Колорадо. По попису из 2010. године број становника је 52.197. Седиште округа је град Игл.

## Демографија
Према попису становништва из 2010. у округу је живело 52.197 становника, што је 10.538 (25,3%) становника више него 2000. године.
| Група             | 2000.          | 2010.          |
| Белци             | 30.892 (74,2%) | 35.105 (67,3%) |
| Афроамериканци    | 142 (0,3%)     | 359 (0,7%)     |
| Азијати           | 342 (0,8%)     | 528 (1,0%)     |
| Хиспаноамериканци | 9.682 (23,2%)  | 15.689 (30,1%) |
| Укупно            | 41.659         | 52.197         |